# Скольчанка
Резерват природи Скольчанка (пол. Rezerwat stepowy Skołczanka) - природний заповідник у Тинці біля Кракова.  Розташований на Дужей Ководже на Тинецьких пагорбах у межах ландшафтного Бєлянсько-Тинецького парку в Кракові.  Розташований у найпівнічнішій частині Тинецьких пагорбів , на виході з автостради А4 до Тинця  . 
Це заповідник фауни ( степовий ), часткова площа 36,77 га, створений в 1957 році у тодішньому селі Тинець .  Займає фрагмент площі зарослий лісовими і теплолюбними заростями, а на його околицях і полянах є також піщані і ксеротермічні луки.  Захищає ліс сосна - ялина - бук , рослинність ксеротермічна , зокрема, близько 500 видів рідкісних метеликів і оси, серед інших Бархатниця Дріади   . 
Луки в заповіднику є напівприродними і вимагають активних захисних заходів для запобігання заростання деревами і чагарниками.  Підтверджено існування, серед інших, таких охоронюваних рослин: дев'ятисил безстеблевий , журавець кривавий , самосил гайовий , сон лучний , тимьян євразійський , молодило шароносне , конвалія звичайна і європейський копитняк  . 
У квітні 2010 року була спалена частина заповідника, що займала луки та середовище існування Бархатниці Дріади  . 
У південній частині заповідника знаходяться два масові поховання , в яких поховано близько 500 євреїв з околиць Кракова - жертв німецького геноциду, убитих влітку 1942 року . 

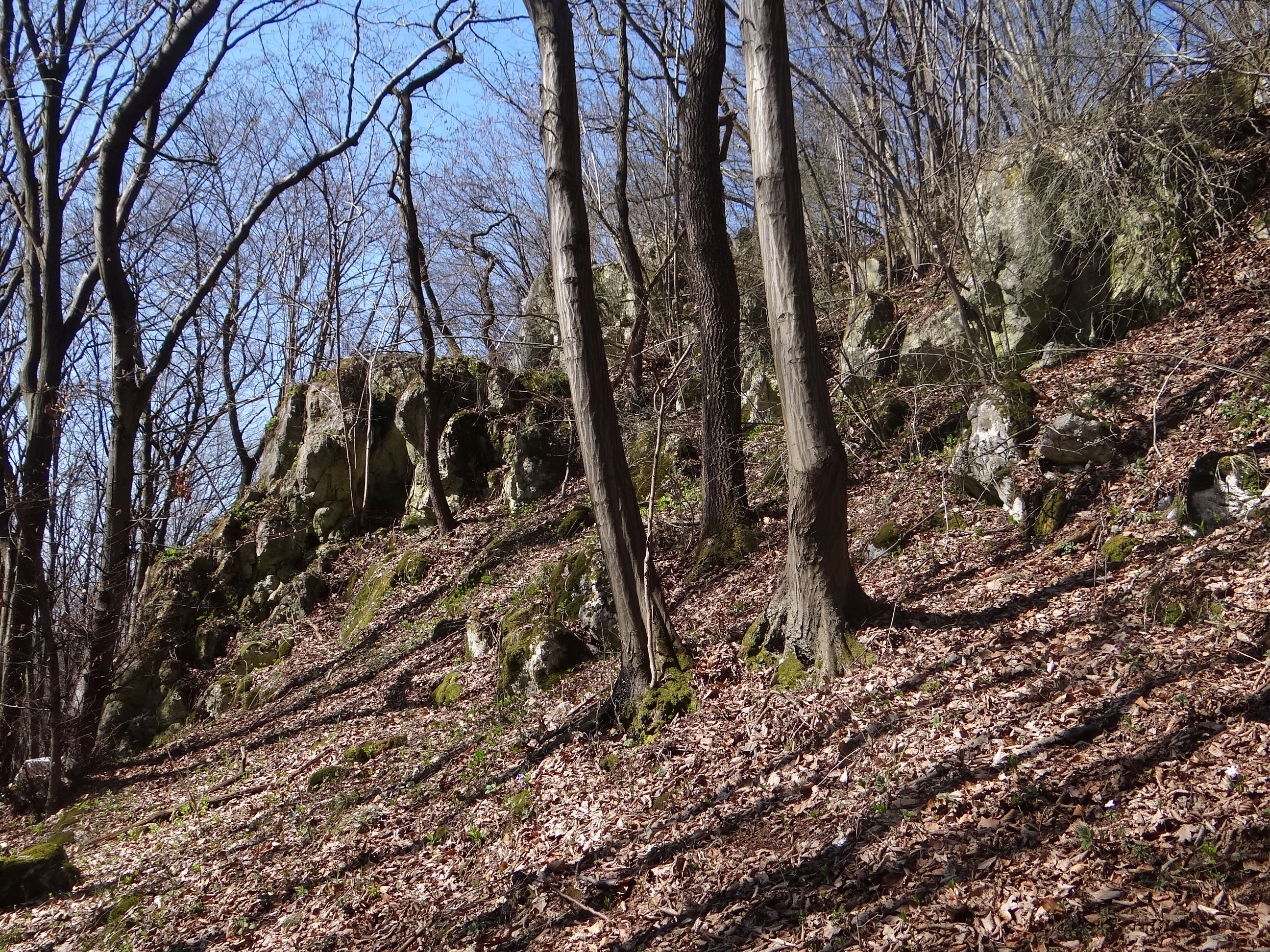
Вапнякові скелі
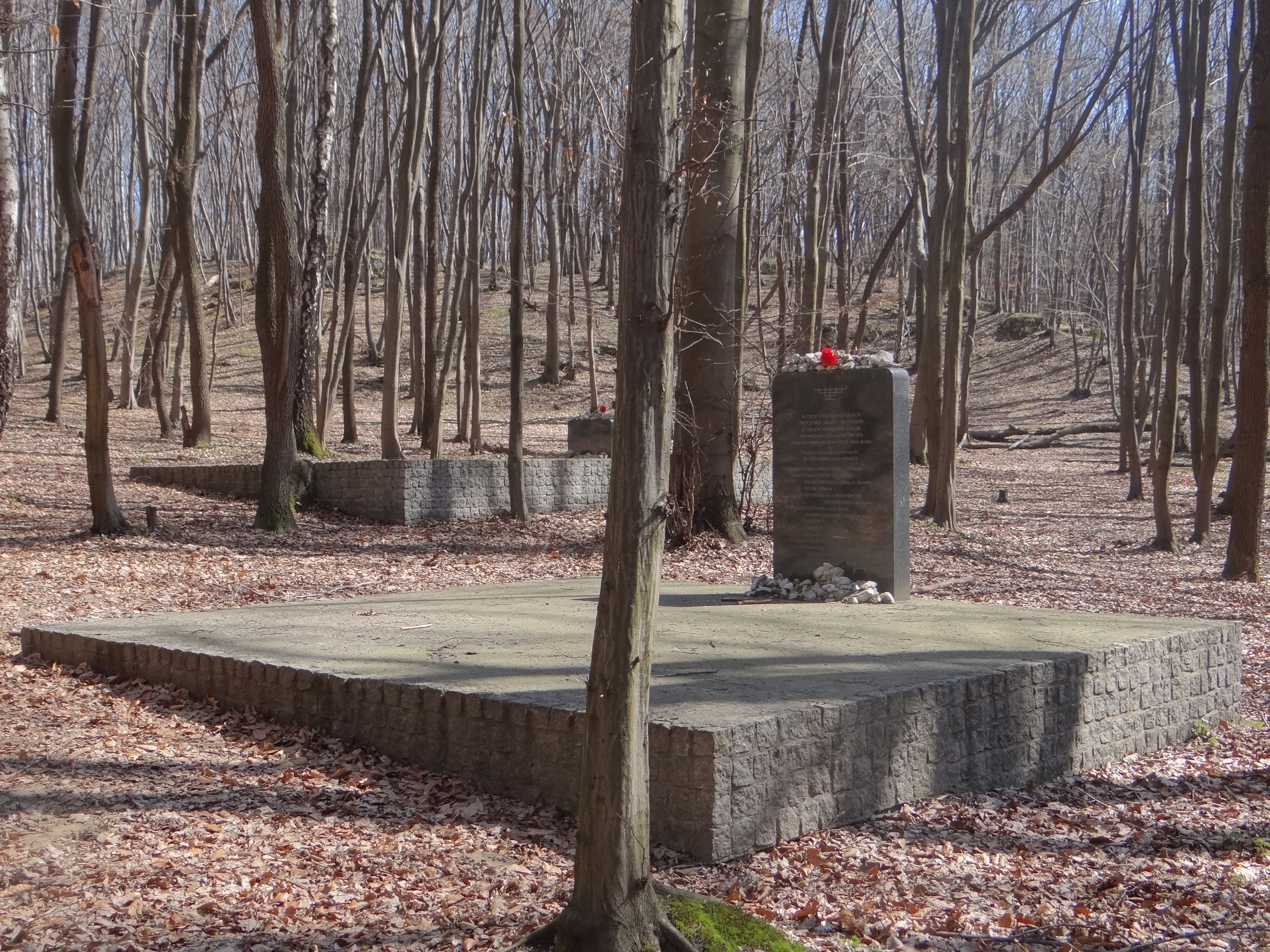
Єврейські гробниці
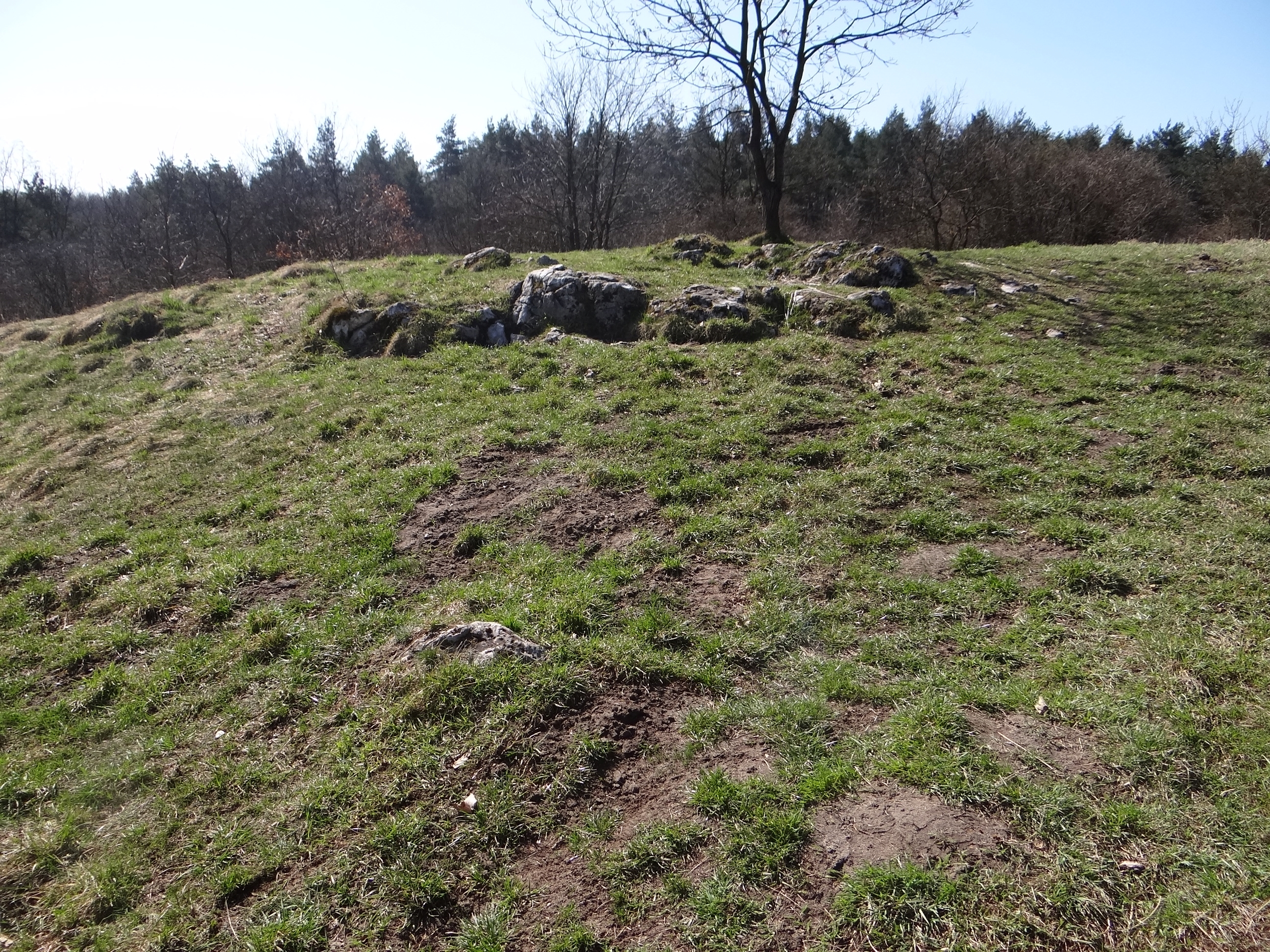
Давні луки на вершині
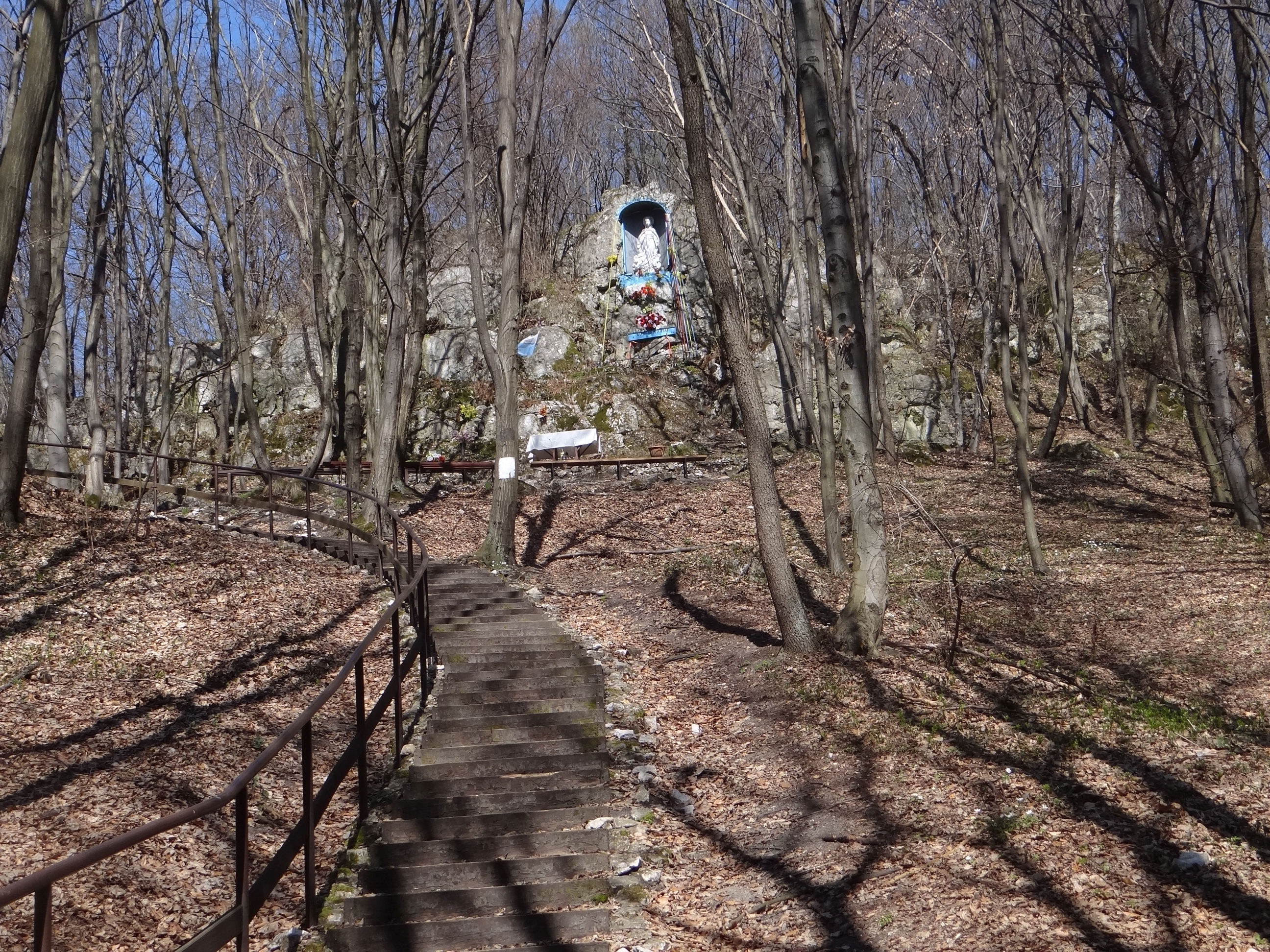
Місце релігійного культу
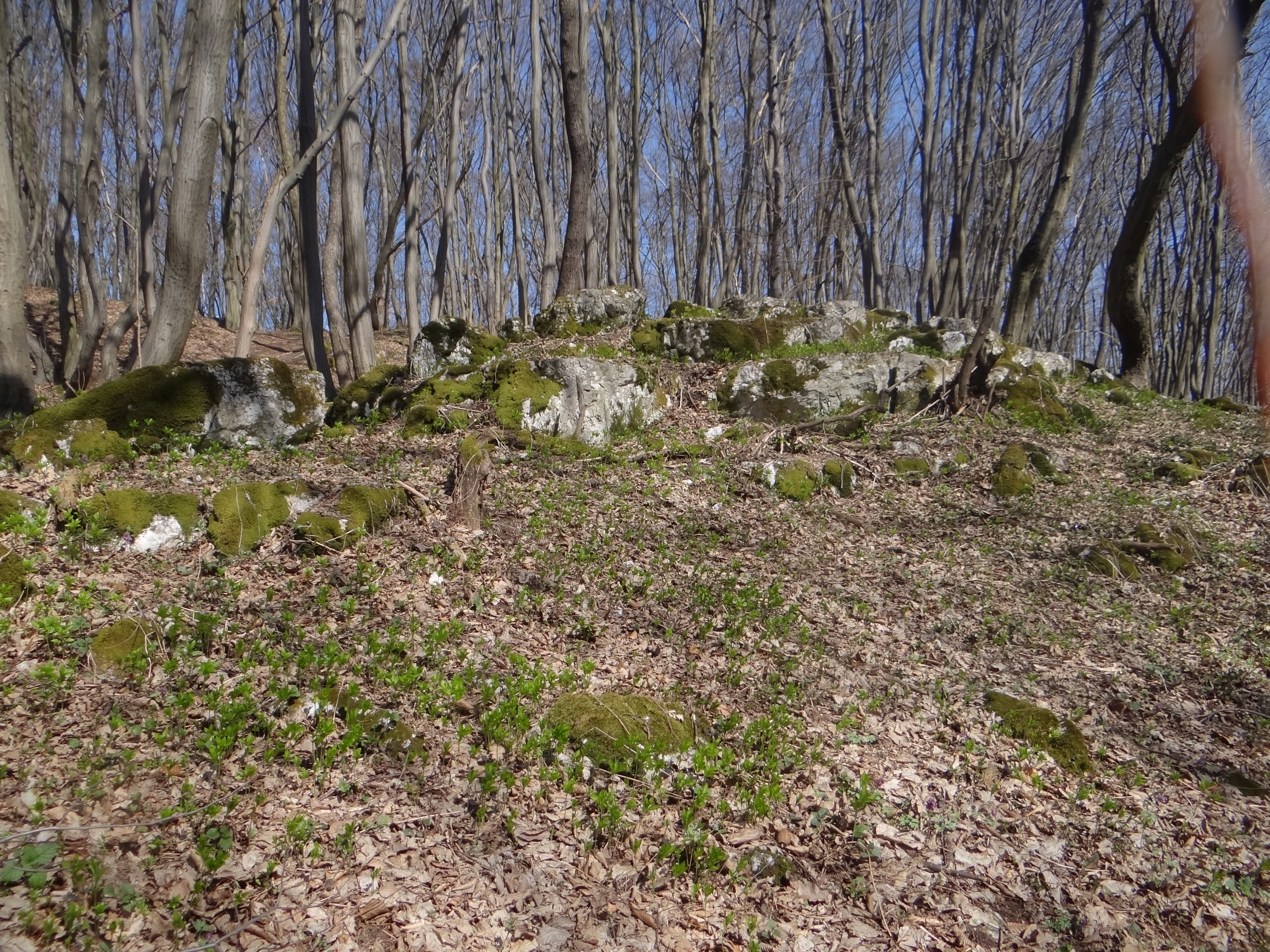
Фрагмент заповідника

На західній стороні заповідника Скольчанки є аналогічна територія, що охороняється, але має статус екологічного користування - урочище Ковадза . 
Через заповідну зону веде маркований туристичний маршрут: 
 — Зелена петля від бенедиктинського абатства в Тинцю через Велканоц, Ковадзу, Дужу Ководжу , Скольчанку, Остру Гуру , Гумінек , Стемпніцу , Гродзіско і далі берегом Вісли, аж до бенедиктинського абатства.  Довжина - близько 8 км.  Ця стежка називається Шляхом Семи пагорбів 